# Gewichtenregeling
De gewichtenregeling is een subsidieregeling in het Nederlandse basisonderwijs die zich richt op het voorkomen en verminderen van onderwijsachterstanden die het gevolg zijn van factoren gelegen in de thuissituatie van kinderen. Eigenlijk gaat het om het op school compenseren voor het feit dat de kinderen door thuisomstandigheden hun potentie, hun capaciteiten niet optimaal kunnen ontwikkelen. Het is dus een correctie op onderpresteren. Het 'gewicht' houdt in dat een leerling op basis van bepaalde indicatoren wordt 'gewogen'. Hoe groter de veronderstelde achterstand, hoe zwaarder het gewicht. De indicatoren betreffen factoren in de thuissituatie die ervoor zorgen dat de leerling een vergroot risico loopt op een onderwijsachterstand (Mulder & Meijnen, 2013). Het gewicht van een leerling bepaalt de extra subsidie die een school voor de leerling krijgt. Momenteel wordt het gewicht van een leerling berekend op basis van het opleidingsniveau van de ouders/verzorgers.
Het doel van de gewichtenregeling is het verbeteren van de leerprestaties van doelgroepleerlingen in het basisonderwijs en het verhogen van de doorstroom naar hogere vormen van het voortgezet onderwijs. De gewichtenregeling is in financieel opzicht het belangrijkste instrument van het onderwijsachterstandenbeleid (Roeleveld e.a., 2011). 
In Vlaanderen is een gelijkaardige regeling van kracht onder de naam Gelijke Onderwijskansen (GOK). Scholen krijgen extra financiering toegekend aan de hand van het aantal indicatorleerlingen op de school. Er wordt bepaald of een leerling een indicatorleerling is aan de hand van het hoogst behaalde opleidingsniveau van de moeder, de thuistaal van de leerling en het gezinsinkomen.

## Ontwikkelingen
De gewichtenregeling is in 1985 in Nederland van kracht gegaan, maar de indicatoren die worden gebruikt om de mate van vooronderstelde achterstand te bepalen en op basis waarvan het gewicht wordt berekend zijn enkele malen veranderd. Aanvankelijk werd op grond van een combinatie van de etniciteit, opleiding en het beroep van de ouders/verzorgers bepaald in hoeverre er sprake was van (een risico op) achterstand. Vervolgens is het beroep als indicator losgelaten en werd het leerlingengewicht bepaald op basis van de etniciteit en de opleiding van de ouders/verzorgers. Vanaf het schooljaar 2006/2007 is ook de indicator etniciteit komen te vervallen en is alleen nog de opleiding van de ouders/verzorgers relevant. Hoe meer leerlingen een school heeft met een gewicht groter dan 0,0, hoe groter het extra budget dat zij van het ministerie van OCW ontvangt (Fettelaar & Smeets, 2013) Naast de gewichtenregeling is er ook nog extra budget voor scholen in impulsgebieden.

## Toekenning van gewichten
Het gewicht van een leerling wordt bepaald als de leerling voor het eerst naar school gaat. Bij een overstap naar een andere school wordt het gewicht opnieuw bepaald. Scholen berekenen het gewicht van een leerling aan de hand van de voorgeschreven ouderverklaring, waarin de opleiding van de ouders/verzorgers wordt ingevuld. De leerlingen worden op basis van het opleidingsniveau van de ouders/verzorgers ingedeeld in drie categorieën:
- Categorie 1, gewicht 1,2: Ouders/verzorgers die geen onderwijs of maximaal basisonderwijs hebben genoten
- Categorie 2, gewicht 0,3: Ouders/verzorgers die maximaal lager beroepsonderwijs, voorbereidend beroepsonderwijs, kaderberoepsgerichte leerweg, leerwegondersteunend beroepsonderwijs of vmbo basis hebben genoten
- Categorie 3, gewicht 0,0: Ouders/verzorgers die meer dan twee klassen of leerjaren mavo (c- of d-niveau), vmbo gemengde leerweg, vmbo theoretische leerweg, havo of vwo. Of ouders/verzorgers die een mbo, hbo of universitaire opleiding hebben afgerond.

Afhankelijk van het opleidingsniveau van de ouders/verzorgers krijgt de leerling een 'gewicht' toebedeeld. Hoe lager het opleidingsniveau, hoe hoger het gewicht. De scholen verzamelen de informatie over de opleiding van de ouders en baseren op basis daarvan het schoolgewicht. Het schoolgewicht wordt per schoolvestiging berekend. Op basis van het schoolgewicht wordt bepaald of een school recht heeft op extra financiële middelen en de hoogte van het bedrag. Er wordt echter een drempel van 6% gehanteerd, dit betekent dat de eerste 6% doelgroep leerlingen van een school niet meetellen in de berekening.

## Kosten en baten van de gewichtenregeling
Het bepalen van de effectiviteit van de gewichtenregeling is een complex iets. Echt onderzoek is er nooit naar gedaan. Of de regeling iets heeft opgeleverd is daarom volstrekt onbekend. Dat mag opmerkelijk genoemd worden, aangezien er de afgelopen decennia vele miljarden euro's in zijn geïnvesteerd. Een belangrijke reden is dat schoolbesturen vrij zijn in het inzetten van de extra financiële middelen. In feite kunnen schoolbesturen hun eigen doelgroepen definiëren. Bovendien is het vervolgens nog de vraag wat er in het klaslokaal mee gebeurd. Volgens minister Slob (2018) gaat het bij de landelijke gewichtenregeling louter om een formele budgetverdeelsystematiek en niet om welke kinderen op lokaal niveau tot de doelgroep worden gerekend en al helemaal niet om welke kinderen dan uiteindelijk daadwerkelijk een extra aanbod krijgen. Uit de evaluatie van het Onderwijsvoorrangsbeleid (Mulder, 1996) bleek dat basisscholen aangaven vaak niet te weten dat ze extra middelen kregen en maar een gering deel van de scholen besteedde de middelen aan specifieke achterstandbestrijdende activiteiten. Vaak werden de extra financiële middelen ingezet voor klassenverkleining. Recent onderzoek (IBO, 2017) heeft laten zien dat er daarna weinig veranderd is in de wijze van inzet van de extra middelen; het meeste geld gaat nog steeds naar klassenverkleining. Probleem is dat er geen wetenschappelijk bewijs is dat klassenverkleining sec iets oplevert voor de betreffende kinderen. Mogelijk dat de verschillen tussen de doelgroep- en niet-doelgroepkinderen als gevolg van klassenverkleining alleen maar groter worden. Volgens het Mattheus-effect zouden de betere leerlingen (de niet-doelgroepkinderen) er namelijk meer van profiteren dan de minder goede leerlingen (de doelgroepkinderen). De manier waarop scholen de extra financiële middelen besteden is doorslaggevend voor het slagen of falen van de gewichtenregeling. Het inzetten op vanzelfsprekende programma's zoals taalremediëring blijkt niet altijd samen te hangen met hogere onderwijsprestaties (Driessen, 2013).
Allochtone doelgroepleerlingen lijken de afgelopen jaren een flinke inhaalslag te hebben gemaakt, maar staan niettemin nog steeds op achterstand ten opzichte van de niet-doelgroepkinderen. Autochtone doelgroepkinderen lijken er eerder op achteruit te zijn gegaan ten opzichte van niet-doelgroepkinderen. Het is echter onduidelijk of deze ontwikkelingen toegeschreven kunnen worden aan het onderwijsachterstandenbeleid.

## De toekomst
Het is evident dat de huidige regeling niet meer voldoet. Ten gevolge van demografische ontwikkelingen in combinatie met het laten vervallen van twee van de drie indicatoren is de validiteit, die al ter discussie stond, nog geringer geworden (Driesen, 2015). Het gevolg van een geringe validiteit is dat er veel vals-positieven en vals-negatieven zijn, ofwel er zijn veel kinderen die ten onrechte in aanmerking komen voor extra middelen, respectievelijk ten onrechte niet in aanmerking komen voor dergelijke middelen. Het ministerie van OCW heeft daarom het CBS (Posthumus e.a., 2016) verzocht een nieuwe regeling te ontwerpen. Een belangrijk verschil met de oude regeling is dat niet langer de scholen de informatie over demografische achtergronden van de ouders hoeven te verzamelen, maar dat het CBS deze informatie haalt uit landelijke databestanden waarover het al beschikt, zoals een bestand waarin is opgeslagen welke diploma's Nederlanders hebben behaald. Voordeel van deze werkwijze is - volgens het ministerie - dat de scholen niet meer met deze administratie belast worden. Nadeel is dat voor een relevant deel van de ouders, en dan juist de ouders van de zware doelgroepen, zoals allochtonen en asielzoekers, deze informatie niet beschikbaar is en geschat moet worden. Het ministerie heeft deze tekortkoming erkend en voor asielzoekers een aparte oplossing bedacht, buiten de gewichtenregeling om (Slob, 2018). Een ander punt is dat het CBS de resultaten van haar berekeningen alleen maar in de vorm van één score op schoolniveau terugrapporteert. De consequentie daarvan is dat de scholen niet meer weten voor welke kinderen zij de extra middelen hebben gekregen en ook niets meer kunnen controleren. De scholen moeten vervolgens zelf toch weer aan de slag om hun doelgroepen te bepalen, hetgeen als dubbelop en niet echt efficiënt kan worden gekwalificeerd. Het CBS heeft op basis van haar analyses uiteindelijk gekozen voor zeven indicatoren (opleiding, herkomstland, verblijfsduur en schuldsanering, van vader en/of moeder), die volgens haar de beste voorspelling van onderwijskansen geven. Hoe hoog de netto-validiteit daarvan bedraagt en of dat dan een verbetering van de huidige regeling betekent blijft onduidelijk. In een kritische analyse (Driessen, 2017) wordt sterk getwijfeld aan de meerwaarde van deze selectie van indicatoren, niet alleen vanwege de uitzonderlijk scheve verdeling van enkele geselecteerde indicatoren, maar ook door de niet-echt sterke samenhangen met de criteriumvariabele en mogelijke multicollineariteit. Bovendien zijn de samenhangen tussen de indicatoren en de criteriumvariabele toetsprestaties berekend voor de kinderen in groep 8, dat wil zeggen op het moment dat de kinderen al 8 jaar onderwijs hebben gevolgd (vaak nog langer omdat veel kinderen in het kader van Voor- en Vroegschoolse Educatie ook al aan een educatief programma in een kinderdagverblijf of peuterspeelzaal hebben deelgenomen). Door deze keuze valt niet meer te ontwarren of er echt sprake is van onderpresteren ten gevolge van omstandigheden in de thuissituatie of door het gevolgde onderwijs en maatregelen genomen in het kader van het onderwijsachterstandenbeleid. Daarmee staat wederom de hele regeling ter discussie.          